# Vetlanda–Sävsjö Järnväg
Vetlanda–Sävsjö Järnväg (även Hvetlanda–Säfsjö Järnväg, HvSJ) var en smalspårig järnväg med 891 millimeters spårvidd från Vetlanda till Sävsjö på Södra stambanan. Järnvägen lades, som många andra, ned på 1960-talet och ersattes då med bussar.  

## Historia

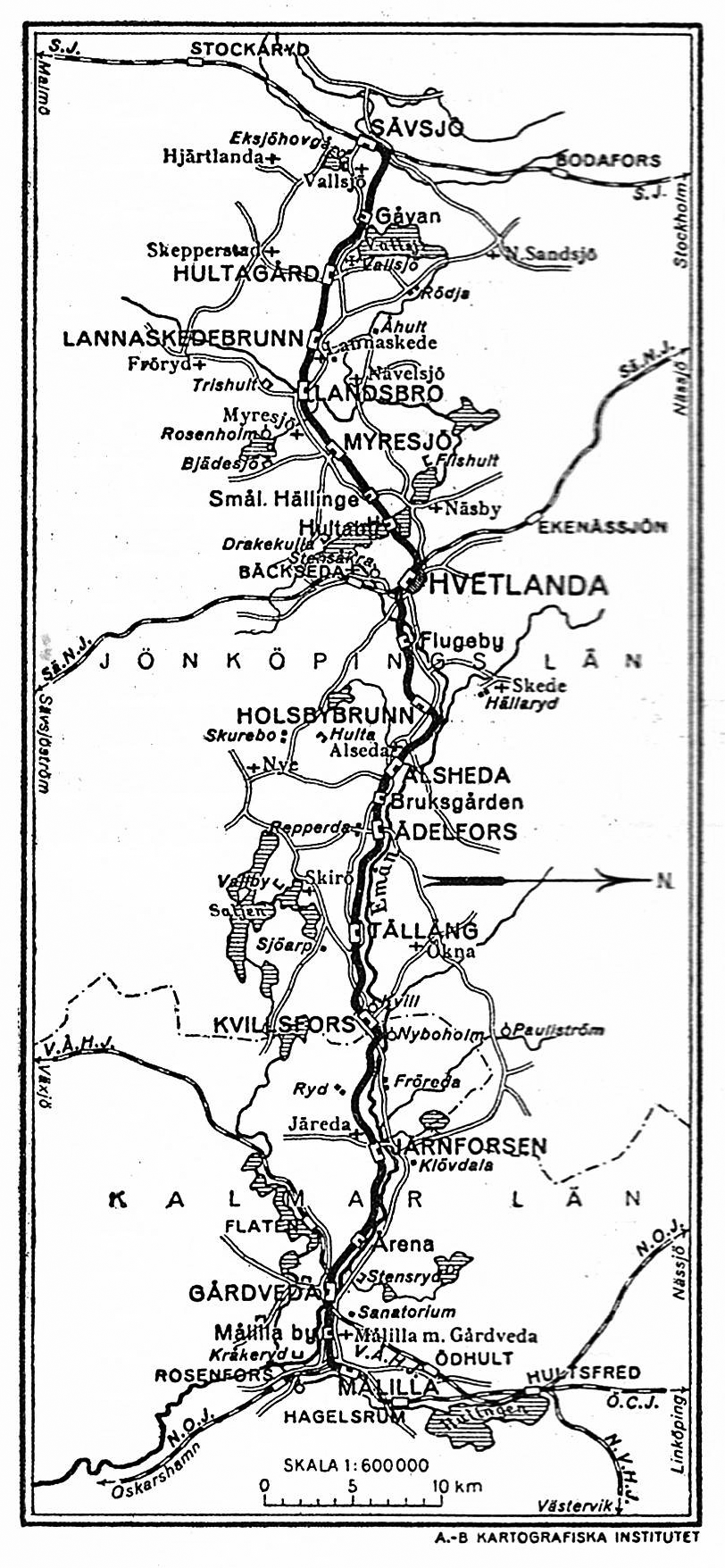
Hvetlanda Järnvägar. Karta 1926.

### Tillkomst
Linjen byggdes främst för att knyta ihop Vetlanda med Södra stambanan och för att Sävsjö inte skulle ta över många viktiga industrier som fanns i Vetlandabygden. Vetlanda stad var rädd för att den nyuppkomna Sävsjö stad skulle bli den nya centrala punkten på Småländska höglandet och därför stod Vetlanda stad för en stor del av kostnaden för järnvägen. Sävsjö satte sig inte heller emot Vetlandas krav utan var glada över att få bli järnvägsknut på Södra stambanan och hoppades att detta skulle leda till att Sävsjös betydelse i området skulle öka (vilket också blev fallet). Linjen öppnades 1884 och var 30 kilometer lång. 
Som längs med många andra banor växte det snabbt upp olika mindre stationssamhällen utmed banan och vissa stationer fick efterhand betydande trafik. Många mindre orter som Landsbro och Myresjö kunde växa tack vare järnvägens dragning och på vissa ställen uppkom helt nya samhällen. Ett exempel på detta är Hultagårds station som fick sitt namn av att stationen anlades på en av Hulta gårds åkrar i södra änden av Vallsjön. Det var dock inte bara slumpen som avgjorde var man anlade stationer utan vissa stationer och hållplatser anlades på grund av att betydande personer ville ha tillgång till järnvägen. Som exempel kan nämnas slottsherren på Hultaby slott strax utanför Vetlanda, som offrade lite av sin mark i utbyte mot en privat station. Även Lannaskedebrunns station är exempel på en liknande kompromiss, då kuranstalten som låg i närheten lär ha påverkat öppnandet av en station tämligen mycket. Vissa mindre hållplatser fanns även utmed banan och ett exempel på detta är Gåvans hållplats som anlades främst på grund av att bönderna runt Vallsjön och i Torset skulle kunna frakta kräftor till Sävsjö och sedan vidare till Stockholm. Gåvans hållplats var tidtabellförd men många av de allra minsta hållplatserna fanns inte med i tidtabellen över huvud taget. Exempel på detta var Sävsjö Östra/Spången och Vallsjöbaden. Många av de ej tidtabellförda hållplatserna hade i själva verket mycket få resenärer utan fanns till för att de låg i anslutning till olika banvaktstugor och manuellt skötta järnvägsövergångar. Ett undantag var hållplatsen Vallsjöbaden som under sommarmånaderna hade många resenärer från Sävsjö och Vetlanda.

### Utveckling
Efter byggnationen började Sävsjö att växa kraftigt och vid 1900-talets början var Sävsjö station en av de viktigaste stationerna på hela stambanan. I Sävsjö gick järnvägen under namnet ”Hvetlandabocken” och i Vetlanda kallades den för ”Sävsjöbocken” eller ”Stambanebocken”. 1906 förlängdes sträckningen österut till Målilla när Vetlanda–Målilla Järnväg byggdes och 1915 slogs dessa banor samman och bildade Vetlanda Järnvägar (VJ). 
Persontågen som gick på banan var till en början dragna av ånglok och ofta var tågen så kallade blandade tåg, vilket innebar att både gods och personvagnar medfördes i samma tåg. Persontrafiken var av ganska normal intensitet med i snitt fem tåg per dag i vardera riktningen. De flesta resenärerna färdades mellan Sävsjö och Vetlanda och vice versa men även andra stationer såsom Landsbro, Myresjö och Hultagård hade ett högt resandetal. Trafiken med godståg var också relativt intensiv och många företag utmed banan utnyttjade den flitigt som exempel kan nämnas de olika hustillverkarna i Myresjö och Landsbro samt trävaruindustrierna i Hultagård. Banans standar gjorde dock att tågens hastighet var begränsad och långt in på 1950-talet användes fortfarande ånglok för transport av gods, då modernare dieseltåg ändå ansågs överflödiga. De lokdragna persontågen ersattes på 1950-talet, som på många andra mindre banor, av rälsbussar och enklare dieseltåg.

### Avveckling
Banan förstatligades 1945 och uppgick i Statens Järnvägar (SJ) 1946 i ett försök från staten att rädda många av de mindre och mellanstora järnvägslinjerna i Sverige. 1961 gick det sista persontåget från Sävsjö station mot Vetlanda och samma år slutade även tågen gå från Vetlanda till Målilla. Godstransporterna fortsatte i nära 15 år till på banan. När industrierna i Hultagård och Landsbro valde att gå över till lastbilstransporter av sina varor förlorade banan all sin trafik och sträckan Sävsjö–Landsbro revs upp 1973. Även sträckningen Landsbro–Vetlanda visade sig inom några år överflödig och spåren revs där 1979.

## Nutid
Sträckan mellan Vetlanda och Järnforsen (Vetlanda Järnvägar) fick dock ny betydelse när man på 1970- och 1980-talen beslutade att lägga om spåren och bredda dem till normalspårvidd då godstrafiken fortfarande var ganska omfattande. Mellan Vetlanda och Sävsjö går idag Jönköpingstrafikens busslinje 342 varannan timme med en restid på cirka 40 minuter, något fortare än de gamla tågen.
Banvallen mellan Sävsjö och Vallsjöbaden och mellan Vetlanda och Landsbro är cykelväg vilket tillsammans är drygt hälften av banvallen.